# Burhulijja
Burhulijja (arab. برهليا) – miejscowość w Syrii, w muhafazie Damaszek. W 2004 roku liczyła 821 mieszkańców.